# Kiowa megye (Colorado)
Kiowa megye az Amerikai Egyesült Államokban, azon belül Colorado államban található. Megyeszékhelye és legnagyobb városa Eads. Lakosainak száma 1446 fő (2020. április 1.). Kiowa megye Cheyenne, Prowers, Bent, Otero, Crowley, Lincoln és Greeley megyékkel határos.

## Népesség
A megye népességének változása:
| Lakosok száma | 1394 | 1455 | 1439 | 1423 | 1423 | 1446 |
|               | 2010 | 2011 | 2012 | 2013 | 2015 | 2020 |